# 6245 Ikufumi
6245 Ikufumi è un asteroide della fascia principale. Scoperto nel 1990, presenta un'orbita caratterizzata da un semiasse maggiore pari a 2,3023683 UA e da un'eccentricità di 0,1783970, inclinata di 8,01919° rispetto all'eclittica.